# Federación Nacional de Fuerzas Ibañistas
La Federación Nacional de Fuerzas Ibañistas (FENAFUI) fue una coalición electoral chilena creada en 1952 para respaldar al gobierno del recién elegido Presidente Carlos Ibáñez del Campo. 
Estaba compuesta por la Unión Nacional de Independientes, el Partido Nacional Cristiano, la Acción Renovadora de Chile, el Partido Laborista, el Movimiento Nacional Ibañista y el Partido Femenino de Chile. La alianza también reunía a varios elementos independientes y a pequeños movimientos políticos y sociales que se declaraban ibañistas. Uno de sus primeros desafíos fue la elección complementaria del 4 de enero de 1953 en la que María de la Cruz Toledo fue elegida senadora por Santiago en reemplazo del propio Ibáñez.
Para las elecciones parlamentarias se presentó de forma separada al resto de los partidos ibañistas, quienes se unieron en la Alianza Nacional del Pueblo. Consiguió el 14,79% de los votos en la elección de diputados, porcentaje que no le sirvió al gobierno para controlar la Cámara.
En 1955 la mayoría de estos partidos se disolvieron o tomaron otros rumbos. Algunos, como el Partido Nacional Cristiano, formaron parte de nuevas coaliciones como la Alianza de Partidos y Fuerzas Populares, pacto de ex ibañistas que apoyó la candidatura de derecha de Jorge Alessandri.